# イアン・マディガン
イアン・マディガン（Ian Madigan、1989年3月21日 - ）は、アイルランドの元ラグビーユニオン選手。

## プロフィール
- アイルランド・ダブリン出身[1]。
- 現役時代のポジションはスタンドオフ(SO)、センター(CTB)、フルバック(FB)。
- 身長 178cm、体重 91kg
- U20アイルランド代表に選ばれたことがある。
- アイルランド代表通算キャップ数は31でラグビーワールドカップ2015のアイルランド代表に選ばれた[2]。

## 略歴
レンスター、ボルドー、ブリストル・ベアーズを経て、2020年、アルスターに加入。 
2023年、現役を引退した。